# Klövervägen
Klövervägen är en gata i stadsdelen Äppelviken i Västerort inom Stockholms kommun. Den sträcker sig från Äppelviksvägen till Bergportsvägen, där den övergår i Sagostigen. Den är sin helhet kantad av villatomter. Namnet fastställdes 1916 och räknas till namnkategorin "lantliga motiv" 
I anslutning till korsningen med Alviksvägen finns sedan 1923 en spårvagnshållplats på Nockebybanan. 
Vid Alviksvägen tvåhundra meter söder om spårvagnshållplatsen ligger Äppelviksskolan.

## Galleri

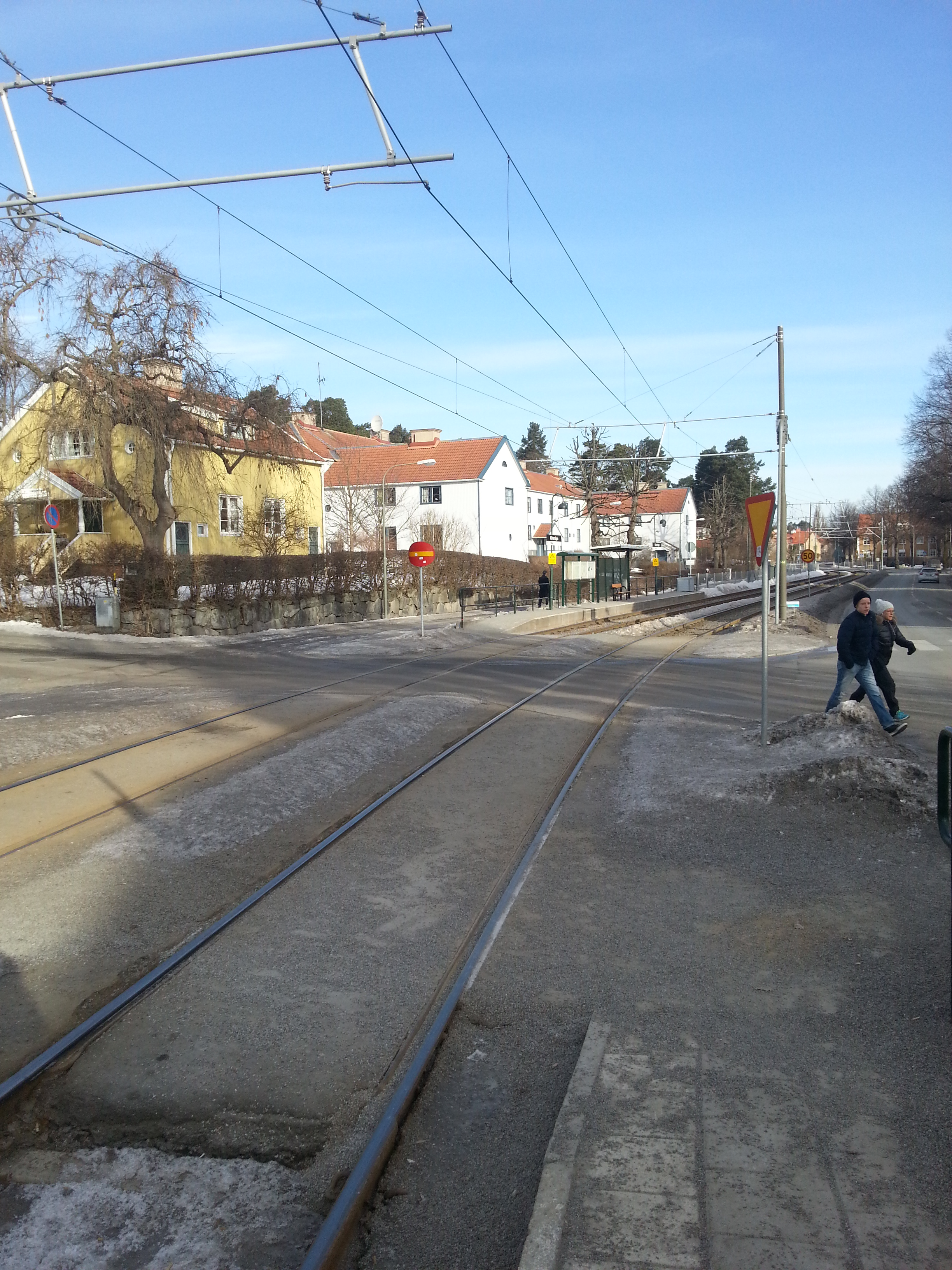
Korsningen Alviksvägen-Klövervägen 2013
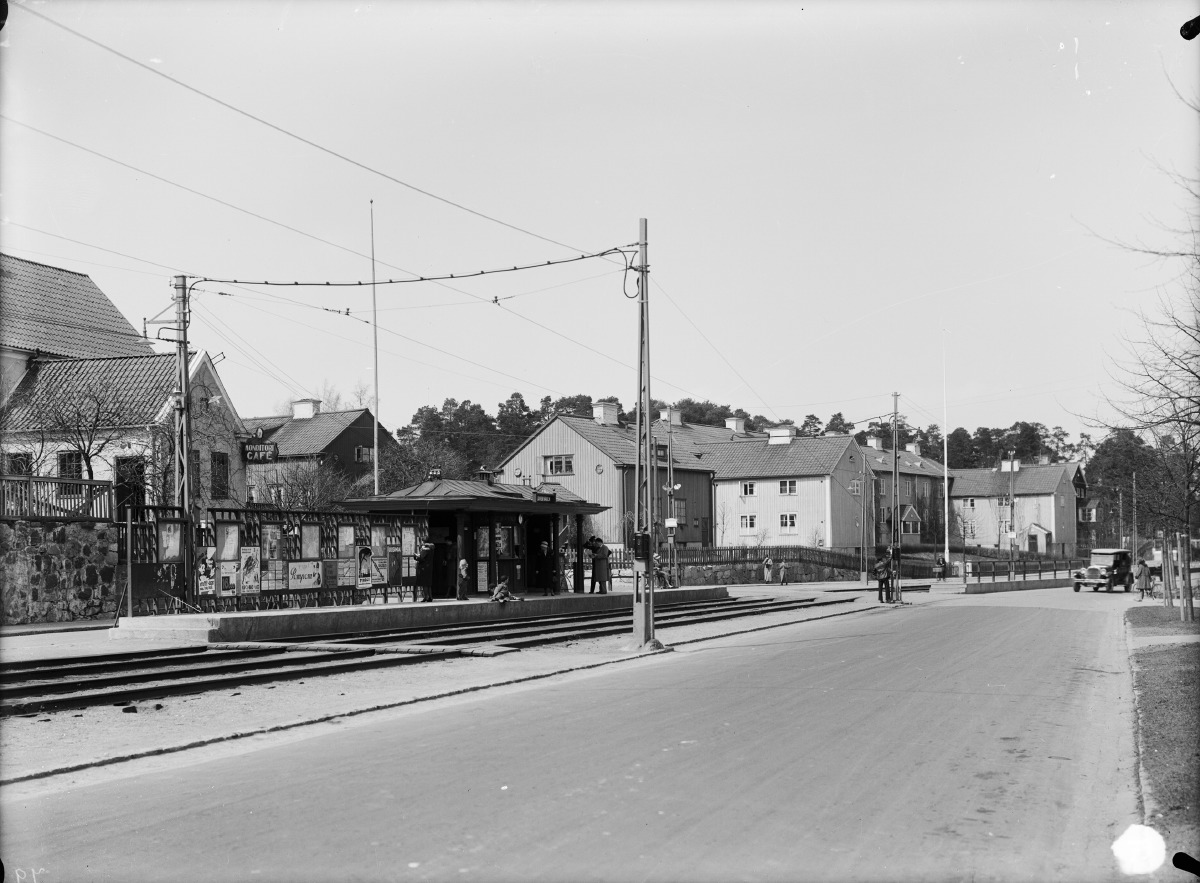
Klövervägens hållplats 1931
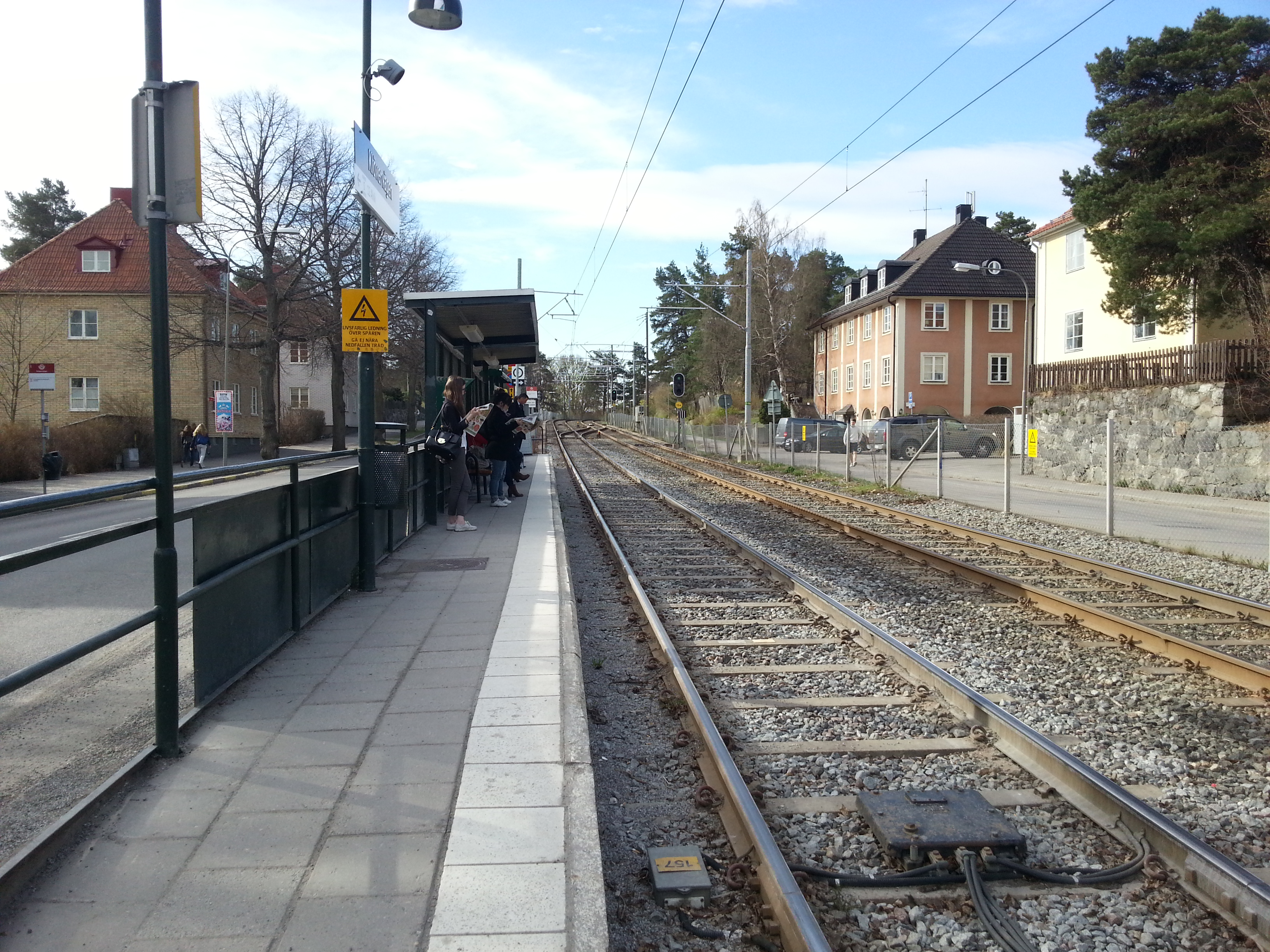
Klövervägens hållplats 2013